# Leucoma salicis
Leucoma salicis és una espècie de lepidòpter ditrisi de la família dels erèbids (Erebidae), subfamília Lymantriinae

## Distribució
Es troba a Europa incloent-hi les Illes Britàniques però no en el nord. Cap a l'est arriba a través de la Zona Paleàrtica fins al Japó.També a Amèrica del Nord, on va ser introduïda en la dècada del 1920.

## Variació i descripció tècnica
L'envergadura alar és de 37-50 mm. De coloració blanca, de vegades amb tons ocres.
El mascle té el marge costal negrós i el cap, el coll i les antenes fosques. Les tíbies i tarsos tenen amplis anells de color negre.
Presenta variacions de color en les diferents formes al llarg del territori.

## Biologia
Els ous són posats en els troncs dels arbres en grups recoberts d'una substància semblant al paper. Les larves són negres amb una fila de punts brillants al dors i una línia lateral groga. Els segments 4 i 5 tenen cada un parell de tubercles carnosos punxeguts. Les larves s'alimenten d'espècies de Salix i Populus. Pupen dins un capoll entre les fulles; la pupa és negra brillant amb taques blanques i grogues i té flocs de pèls.
Els adults apareixen al juny, juliol i agost. Els mascles ja comencen a volar al vespre abans de la foscor i sovint volten com flocs de neu al voltant dels àlbers i salzes en els camins dels camps.
Es troba en llocs humits, ombrívols, com ara les vores del bosc i tanques amb les seves plantes nutrícies; també en avingudes, parcs i jardins. Generalment no són molt abundants.

## Galeria

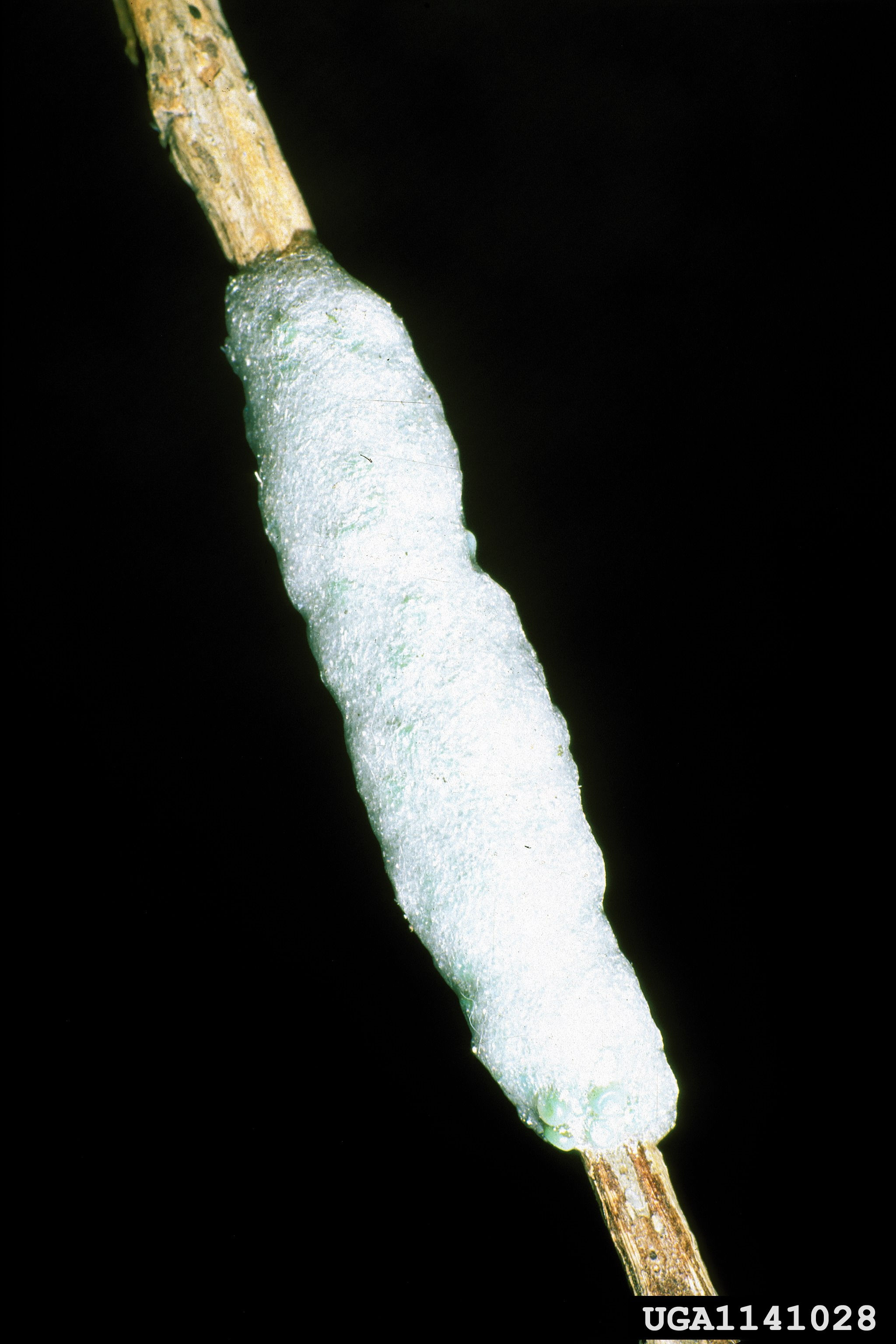
Ous de Leucoma salicis
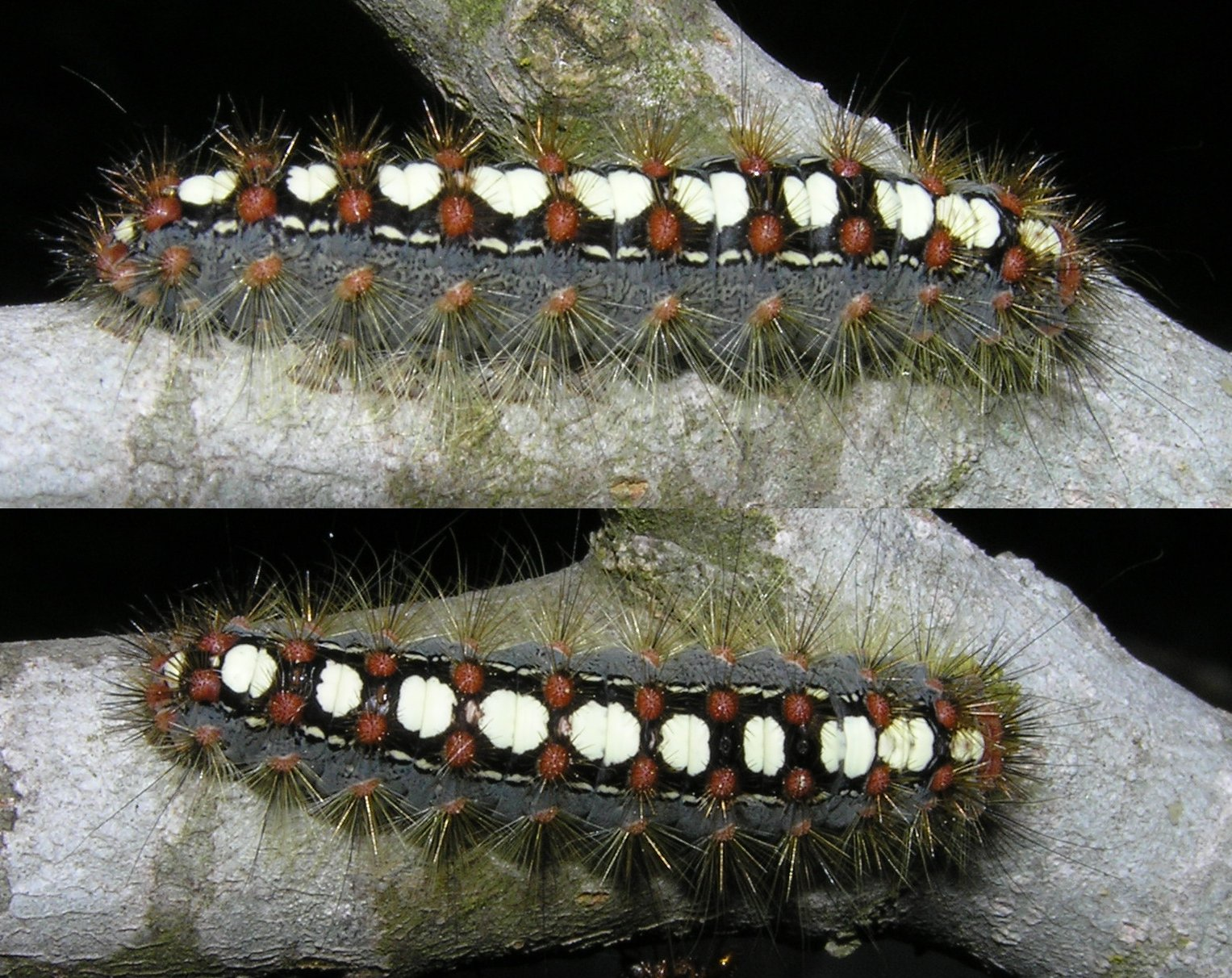
Larva de Leucoma salicis
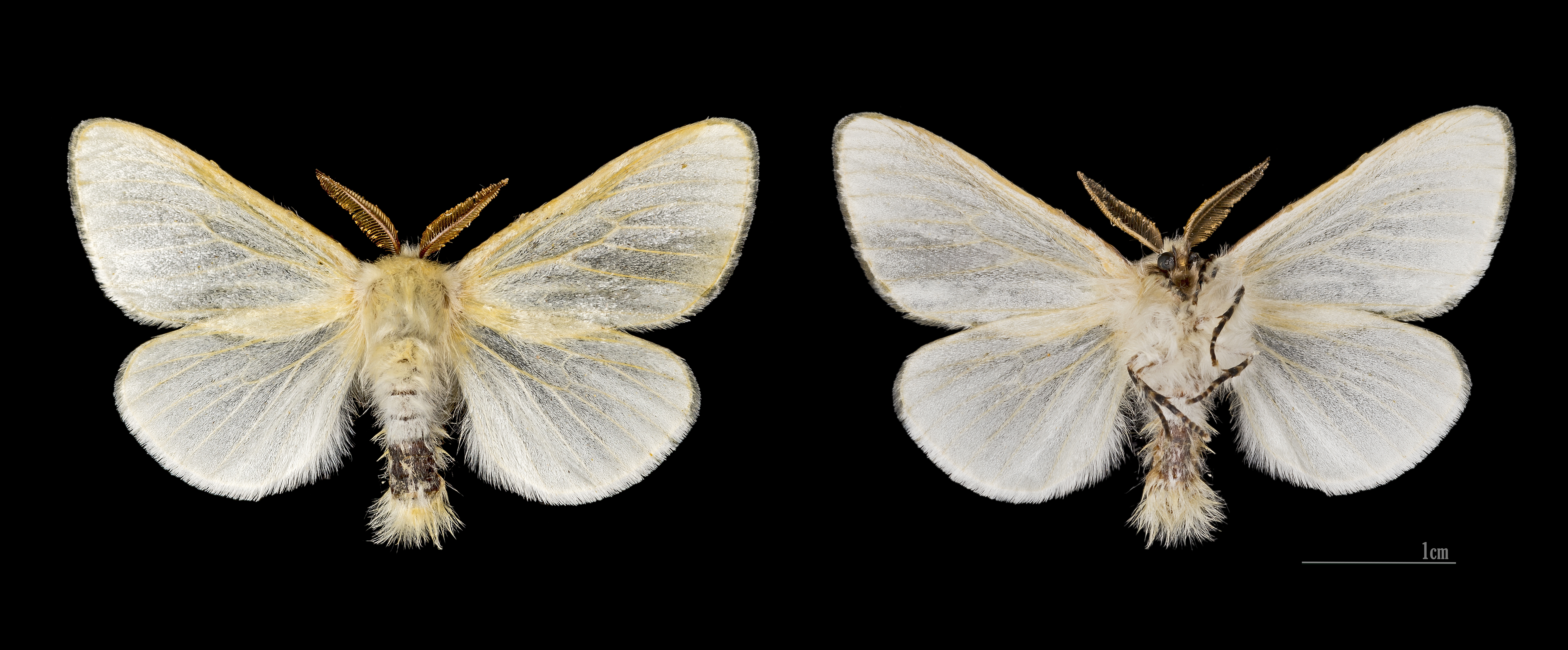
Leucoma salicis mascle
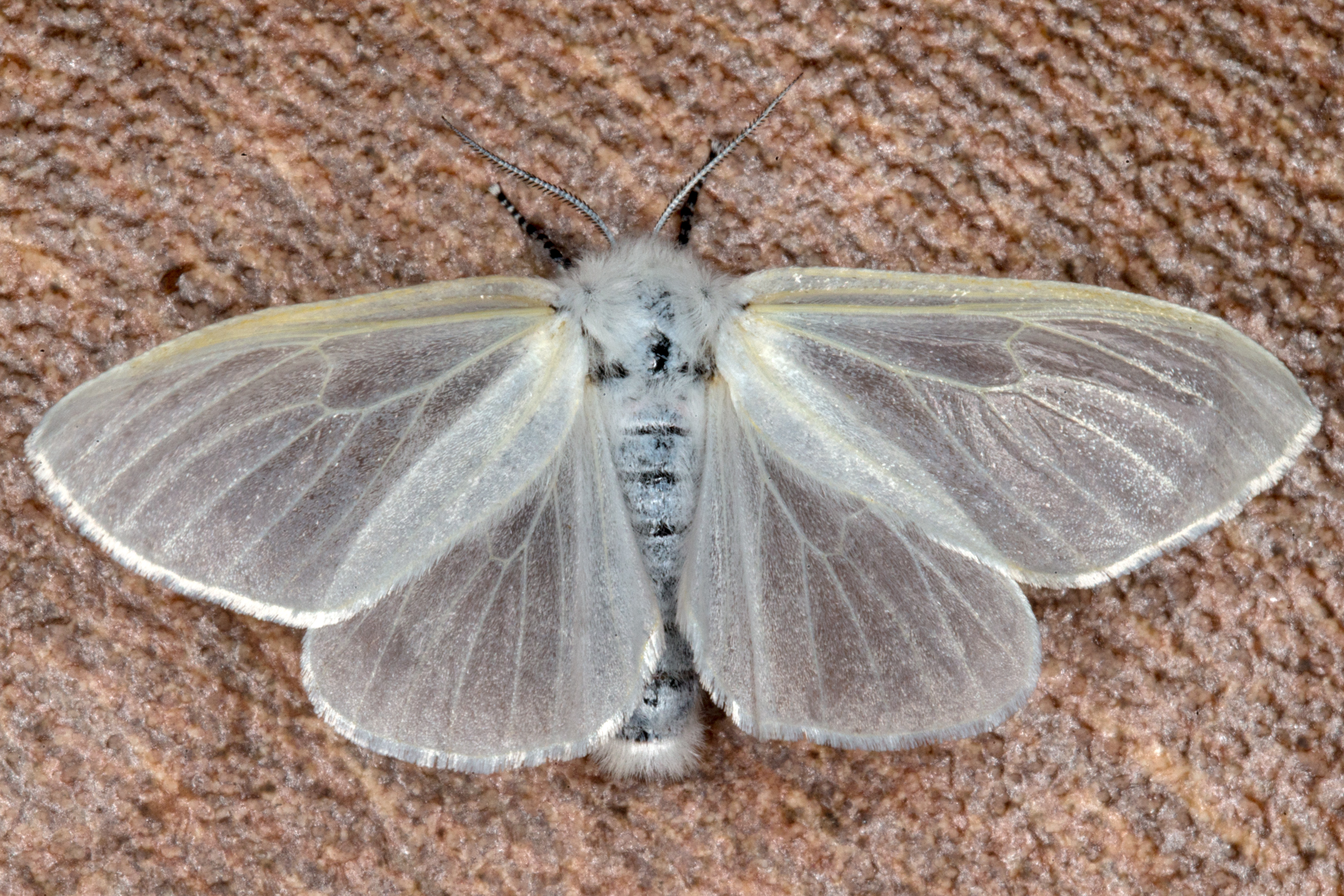
Leucoma salicis
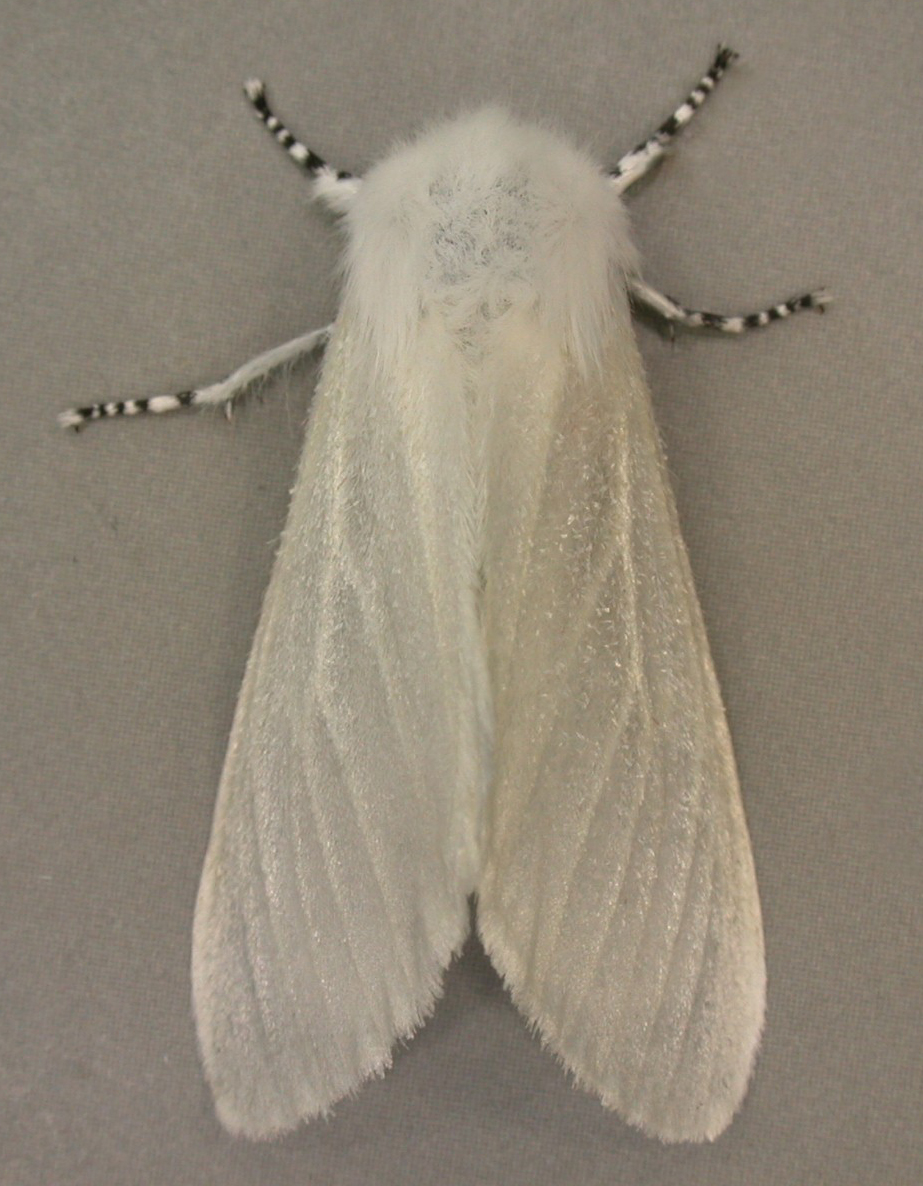
Leucoma salicis